# Ricardo Güiraldes
Ricardo Güiraldes va néixer a l'Argentina l'any 1886 i va morir allà mateix el 1927. Se'l considera un bon escriptor del seu país igual que un bon ciutadà, ja que sovint va contribuir en la formació de núclis juvenils juntament amb els quals varen donar a conèixer revistes com Proa, Prisma o Martín Fierro. Va néixer en el si d'una bona familia per la qual cosa va poder viatjar a Europa durant l'eclosió de les vanguardies, les queals varen influir la seva literatura.
En els últims anys de la seva vida, va optar per un estil de vida influenciat pel pensament oriental, sobretot per l'hinduisme i, igual que la seva persona, la seva literatura també va evolucionar cap a altres formes d'espiritualitat com demostren els seus últims poemaris.

## Obres publicades
- El cencerro de cristal (1915)

- Cuentos de muerte y de sangre (1917)

- Raucho (1917)

- Rosaura (1922)

- Notas para un libro mallorquín (1922), editat per El Gall Editor el 2005

- Xamaica (1923)

- Don Segundo Sombra (1926)

- Poemas solitarios (1928)

- Poemas místicos (1928)

- El sendero (1932)